# Antíoco (hijo de Heracles)
Antíoco (en griego: Ἀντίοχος, Antìochos) fue un personaje de la mitología griega, hijo de Heracles y Meda, que a su vez era hija de Filanto, el rey de los dríopes.

## Mitología
Padre de Filanto (hijo al que puso el nombre de su abuelo), Antíoco era el epónimo de la décima de las diez tribus de Atenas establecidas por la reforma de Clístenes, que pasó de las cuatro tribus tradicionales a diez. Esta tribu fue bautizada con el nombre de Antíoco (Antióquide, οἱ Ἁντιοχίδαι).
Aletes, hijo de Hípotes, que conquistó Corinto durante la invasión de los heráclidas, era su bisnieto.